# 이해원 (1930년)
이해원(李海元, 1930년 9월 14일 ~ 2014년 12월 11일)은 대한민국의 정치인 겸 기업가이다.
본관은 전주(全州)이며 호(號)는 자산(玆汕)이다. 국회의원, 장관, 서울특별시 시장, 자유민주연합 고문, 신한국당 고문 등을 지냈다.

## 학력
- 서울대학교 법과대학 학사
- 서울대학교 대학원 법학석사 수료
- 미국 미네소타 대학교 대학원 정치학 석사 수료

## 상훈
- 청조근정훈장

## 역대 선거 결과
|  | 48.33% |

|  | 22.26% |

|  | 0% |

|  | 29.57% |